# 세루 기라시
세루 야달리 기라시(프랑스어: Serhou Yadaly Guirassy, 1996년 3월 12일 ~ )는 기니의 축구 선수로, 포지션은 스트라이커이다. 독일 분데스리가의 보루시아 도르트문트에서 활약하고 있다. 프랑스에서 태어난 그는 기니 국가대표팀에서 뛰고 있다.

## 어린 시절
기라시는 프랑스 아를에서 기니 출신 부모님 밑에서 태어났다.

## 구단 경력
기라시는 몽타흐지스, 아밀리, 라발루아에서 선수 생활을 시작했다.

### 릴
2015년 7월, 라발루아에서 릴로 이적하여 4년 계약을 체결하였고, 이적료는 100만 유로 정도로 보고되었다.

### 1. FC 쾰른
2016년 7월 1. FC 쾰른에 입단하여 5년 계약을 체결하였고, 쾰른에 도착한 직후 반월상반월상 수술을 받았다. 2016-17년 시즌 전반기에 근육 문제로 인해 활동하지 못하게 되었다. 2017년 4월 1일, 2-1로 패한 함부르크 SV와의 경기에서 분데스리가 데뷔 전을 치렀다. 며칠 후, 그는 근육 문제로 인해 다시 경기에 출전하지 못하게 되었다. 시즌이 끝나갈 무렵, 그는 치골 관절의 염증을 완화시켰다.
그의 두 번째 시즌인 2017년 10월 28일, 그는 2-1로 패한 바이어 레버쿠젠과의 원정 경기에서 첫 골을 기록했다. 5일 후, 그는 5-2로 이긴 바테 보리소프와의 경기에서 UEFA 유로파리그 첫 골을 기록했다. 그 달 말, 그는 같은 토너먼트에서 1-0으로 이긴 아스널과의 경기에서 유일한 골을 기록했다. 결국, FC 쾰른은 리그에서 마지막으로 강등되었고, 기라시는 모든 대회에서 최고 득점자가 되었다.

### 아미앵
2019년 1월, 그는 시즌이 끝날 때까지 아미앵으로 임대되었다. 아미앵은 옵션을 행사했고 다가오는 시즌에 대한 기라시의 권리를 샀다. 이적료는 약 500만에서 600만 유로로 보도되었다. 아미앵은 이후 옵션을 이용했고 영구적으로 거래를 전환했다.
2020년 2월 15일, 그는 파리 생제르맹과의 경기에서 2번째 골로 경기 종료 시간에 동점골을 넣으며 4-4 무승부를 기록했다. 그러나 아미앵은 프랑스에서 코로나19가 발생한 후 리그가 조기에 중단되면서 19위로 밀려났다.

### 렌
2020년 8월 27일, 리그 1의 렌과 5년 계약을 맺고 입단했다. 그는 4-2로 이긴 님 올랭피크와의 경기에서 클럽에서의 첫 두 골을 기록했다. 2020년 10월 20일, 그는 1-1로 비긴 크라스노다르와의 2020-21년 시즌 경기에서 챔피언스리그 첫 골을 기록했고, 이는 그의 클럽의 대회 첫 골이기도 했다. 2022년 3월 20일, 그는 메스와의 경기에서 생애 첫 해트트릭을 기록했다.

### VfB 슈투트가르트
2022년 9월 1일, 기라시는 분데스리가 클럽 VfB 슈투트가르트에 2022-23년 시즌 임대로 합류했다. 2023년 5월 31일, 구단은 3년 계약을 체결하면서 영구 이적 옵션을 활성화했다고 발표했다.
2023-24년 시즌, 기라시는 마인츠와의 경기에서 처음으로 해트트릭을 기록한 것을 포함하여 초반 5경기에서 10골을 기록하여 로베르트 레반도프스키가 2020-21년 시즌에 세운 기록과 동률을 이루었다. 또한 볼프스부르크와의 경기에서 15분 이내에 해트트릭을 기록하여 분데스리가 한 시즌 최다골 기록을 세웠다. 이는 로베르트 레반도프스키의 2019-20년 시즌과 2020-21년 시즌 최다골 기록인 11골을 뛰어넘은 13골로 2019-20년 시즌과 2020-21년 시즌에 기록한 로베르트 레반도프스키의 11골을 모두 뛰어넘었다. 그는 우니온 베를린과의 원정 경기에서 시즌 14번째 골을 넣은 후 햄스트링 부상으로 인해 30분간 경기를 치른 후 교체되었다. 이후 리그 경기 두 경기에 결장했지만, 페널티킥을 성공시켜 보루시아 도르트문트를 상대로 2-1 승리를 거두었고, 시즌 첫 9경기에서 15골을 넣었다.

### 보루시아 도르트문트
2024년 7월 18일, 기라시는 보루시아 도르트문트와 4년 1,800만 유로의 이적료에 계약을 체결했다. 그해 말인 9월 18일, 그는 챔피언스리그 조별 리그에서 클뤼프 브뤼허를 상대로 한 원정 경기에서 페널티킥으로 첫 골을 넣었다. 원정 경기에서 3-0으로 승리했다.
2025년 2월 11일, 기라시는 스포르팅과의 원정 경기에서 3–0 승리를 이끄는 골을 포함해 UEFA 챔피언스리그 통산 10번째 득점을 기록하며 이번 시즌 대회 득점 선두에 올랐다. 이로써 그는 로베르트 레반도프스키와 엘링 홀란에 이어 보루시아 도르트문트 역사상 단일 챔피언스리그 시즌에 10골을 기록한 세 번째 선수가 되었다. 2월 22일에는 커리어 최초로 한 경기에서 필드골만으로 4골을 기록하며 우니온 베를린과의 홈경기에서 팀의 6–0 승리를 견인했다. 그는 피에르에므리크 오바메양과 엘링 홀란에 이어 21세기 들어 분데스리가 한 경기에서 4골을 넣은 도르트문트 소속 세 번째 선수가 되었다. 또한 이 경기는 기라시가 도르트문트 소속으로 한 경기에서 두 골 이상을 넣은 최초의 경기이기도 했다.

## 국가대표팀 경력
기라시는 프랑스의 청소년 국가대표였다. 그러나, 그는 그의 부모님인 기니를 국가대표로 결정했다. 그는 2022년 3월 25일 벨기에 코르트레이크에서 열린 남아프리카 공화국과의 친선 경기에서 기니 국가대표팀에 데뷔했다.
2023년 12월, 그는 코트디부아르에서 열리는 2023년 아프리카 네이션스컵 기니 선수단에 이름을 올렸다.

## 출전 통계
| 클럽         | 시즌    | 디비전        | 출전 | 득점 |
| ------------ | ------- | ------------- | ---- | ---- |
| 라발         | 2013-14 | 리그 2        | 4    | 0    |
| 라발         | 2014-15 | 리그 2        | 34   | 7    |
| 릴 OSC       | 2015-16 | 리그 1        | 9    | 1    |
| 오세르       | 2015-16 | 리그 2        | 16   | 8    |
| 1. 쾰른      | 2016-17 | 분데스리가    | 6    | 0    |
| 1. 쾰른      | 2017-18 | 분데스리가    | 22   | 7    |
| 1. 쾰른      | 2018-19 | 2. 분데스리가 | 17   | 2    |
| 아미앵       | 2018-19 | 리그 1        | 13   | 3    |
| 아미앵       | 2019-20 | 리그 1        | 24   | 9    |
| 아미앵       | 2020-21 | 리그 2        | 1    | 1    |
| 스타드 렌    | 2020-21 | 리그 1        | 32   | 13   |
| 스타드 렌    | 2021-22 | 리그 1        | 48   | 12   |
| 스타드 렌    | 2022-23 | 리그 1        | 1    | 0    |
| 슈투트가르트 | 2022-23 | 분데스리가    | 28   | 14   |
| 슈투트가르트 | 2023-24 | 분데스리가    | 30   | 30   |
| 도르트문트   | 2024-25 | 분데스리가    | 45   | 34   |

## 수상

### 개인
- VDV 시즌의 팀 : 2023-24
- 분데스리가 시즌의 팀 : 2023-24
- 분데스리가 이 달의 선수 3회
- UEFA 챔피언스리그 득점왕 : 2024-25[38]